# Климівка (Сіверськодонецький район)
Климі́вка — село в Рубіжанській міській громаді Сіверськодонецького району Луганської області України. Населення становить 442 осіб.
У селі розташована гідрологічна пам'ятка природи «Климівське джерело».